# Revani
İlyas Şüca Çelebi (osmanisch الياس شجاع چلبی İlyas Şüca Çelebi, İA Ilyās Şücāʿ Çelebī; * etwa 1475 in Edirne; † 1524 in Istanbul) war ein osmanischer Dichter. Sein Künstlername war Revani (osmanisch روانی İA Revānī).

## Leben
Revani war Sohn des ʿAbdullāh / عبد الله. Seine Ausbildung absolvierte er in seiner Heimatstadt Edirne.
Kurz nach seinem Dienstantritt bei Sultan Bayezid II. wurde er in die Heiligen Städte des Islams Mekka und Medina entsandt, um die jährliche Verteilung der Gelder für die Armen durchzuführen. In Mekka wurde er allerdings beschuldigt, das Geld ungerecht zu verteilen und einen Teil des Geldes zu unterschlagen. Er wurde aus Mekka vertrieben und ging an den Hof des Prinzen Selim, des späteren Sultans, der damals Gouverneur des Vilâyet Trabzon war. Ungefähr zur selben Zeit erkrankten Revanis Augen. Ein ihm feindlich gesinnter Dichter schrieb dazu, das sei die gerechte Strafe Gottes. Auch in den Diensten von Prinz Selim geriet Revani in Verruf, wonach sein Eigentum beschlagnahmt wurde. Selim vergab ihm allerdings. Revani diente Selim fortan umso gewissenhafter.
Revani folgte Selim 1512 nach Istanbul zu Selims Thronantritt als Nachfolger seines Vaters Bayezid II. Unter Sultan Selim I. wurde Revani zuerst zum Oberaufseher der Küche (maṭbaḫ emīni / مطبخ امينی). Später wurde ihm die Verwaltung der Aya Ṣofya / آيا صوفيا (Hagia Sophia) und der ḳablıca / قبلجه (der Thermalquellen) in Bursa anvertraut.
Nach erreichtem Wohlstand erbaute Revani eine Moschee im Istanbuler Viertel Ḳırḳ Çeşme / قرق چشمه. Die Moschee wurde später nach ihm benannt. Da diese Moschee später zerstört wurde, existiert sie heute nicht mehr. Revani starb 1524 während der Herrschaft des Sultans Kanuni und wurde im Garten seiner Moschee begraben.

## Werke
Revani hinterließ der Nachwelt eine Gedichtesammlung (Dīwān) für Sultan Selim und das Mesnevi ʿİşret-nāme / عشرت نامه (das Buch des Weinfestes). Das İşretname behandelt ausführlich die Trinkkultur im Osmanischen Reich (bacchantische Kultur). In der Literatur der Türken finden sich bacchantische Elemente bereits im 14. und 15. Jahrhundert. Revanis İşretname ist aber das erste ausführliche Werk dieser Art in der türkischen Literatur. Revani wird deshalb als der Erfinder dieser Art von Literatur angesehen. Erst ein Jahrhundert später sollte das Genre der Sakiname („Buch des Schenken“) Popularität feiern.

### Dīwān für Selim I.
Sein Dīwān für Sultan Selim gilt insbesondere aufgrund der darin enthaltenen Ġazel (eine Liedform) als bedeutend. Die Ġazels von ihm handeln von Menschenliebe und von esoterischer Liebe. Für viele dieser Lieder wurde eine Musik komponiert, was sie in den Kaffeehäusern und den Weinhäusern des Osmanischen Reichs in kurzer Zeit sehr populär machte.

### İşretname
Das İşretname ist ein Mesnevi und besteht aus 694 beyt. Es handelt von Legenden über den Ursprung des Weinbaus und die Entdeckung des Weins. Revani berichtet darin detailliert über den Ablauf typischer Trinkrunden dieser Zeit, das vorher servierte Gericht, den Wein, die Weingläser, den Weinkrug, die Kerzen, die Musikinstrumente, die Mundschenken usw.
Am Ende des İşretname erklärt Revani, das Werk solle „mystisch interpretiert“ werden. Das wird allerdings als Taktik angesehen, um sich vor Übergriffen aus strenggläubigen Kreisen zu schützen. Das Werk belegt Historikern nach auch seine eigene Vorliebe für das Trinken. Revani steht bis heute im Ruf, unehrlich und liederlich gewesen zu sein. Das İşretname wird für seinen Esprit und seine zierliche und elegante und dennoch einfache und klare Sprache gelobt.